# Peter Vidmar
Peter Glen Vidmar, ameriško-slovenski telovadec, * 3. junij 1961, Los Angeles.
Na Poletnih olimpijskih igrah leta 1984 je osvojil tri medalje: dve zlati in eno srebrno. Leta 1998 je bil sprejet v Mednarodni gimnastični hram slavnih, pred tem pa v Ameriški olimpijski hram slavnih.
Po koncu kariere je delal kot televizijski komentator gimnastičnih tekmovanj, trenutno pa dela kot motivacijski govorec.